# Acriopsis ridleyi
Acriopsis ridleyi är en orkidéart som beskrevs av Joseph Dalton Hooker. Acriopsis ridleyi ingår i släktet Acriopsis och familjen orkidéer. Inga underarter finns listade i Catalogue of Life.